# Braçola

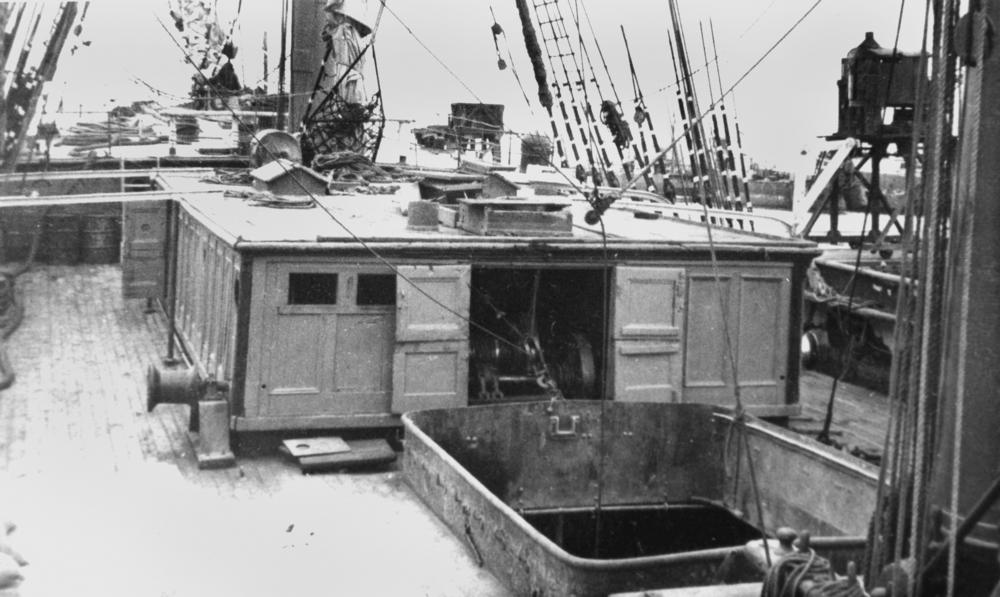
Detall de la braçola d'una de les escotilles del veler Omega.

Una braçola és la paret perimetral que envolta la boca escotilla de la bodega d'una embarcació. Sobre la seva vora superior es desplacen (quan sigui el cas) els diferents segments de les tapes d'una escotilla. Té per objecte d'elevar respecte a la coberta principal el tancament dels espais de càrrega, dificultant l'entrada d'aigua al mateix temps que dona rigidesa estructural a l'obertura practicada a coberta per a accedir a les vodegues. A part d'això, serveix d'assentament i encaixament a les tapes amb què es tanca i per a poder mantenir la lona encerada amb la qual s'acostumen a impermeabilitzar les juntes i ranures d'unió de les casernes.
Una braçola té una forma, aproximadament, rectangular. En els vaixells de fusta està formada per quatre peces: dues peces longitudinals rectes (paraescuts) i dues peces transversals de formes corbades que s'adapten a la brusca de la coberta (cossies). La forma general recorda la part inferior d’algunes bressoles, amb dos llarguers rectes i dos travessers corbats. L'etimologia oficial fa derivar el terme “braçola” de “braç”.
Així mateix, es denomina braçola, cadascuna de les posts gruixudes col·locades sobre la coberta o la banyera, que constitueixen la base d'un pont cobert, d'un frontó o d'una mampara transversal que limita qualsevol altra obra lleugera alta, com el castell de proa, etc.